# فيلياترا
فيلياترا: (باليونانية:Φιλιατρά)، (بالإنجليزية:Filiatra)، بلدة يونانية ومركز لبلدية تقع في جنوب غرب البلاد وهي تتبع إدارياً لمقاطعة ميسينيا التي تشكل جزءاً من إقليم البيلوبونيز الإداري.

## الموقع والسكان
تقع البلدة في الجزء الجنوبي الغربي من شبه جزيرة المورة (بيلوبونيسوس)، في غرب ميسينيا على شاطئ البحر الأيوني. يقع إلى الشرق منها جبل كيباريسياس والذي تبلغ ارتفاع قمته (1225) متر.
تبعد فيلياترا مسافة (62) كيلومتر عن كالاماتا عاصمة المقاطعة، ومسافة (113) كم عن تريبولي عاصمة إقليم البيلوبونيز الإداري، ومسافة (268) كم عن أثينا عاصمة البلاد.
يبلغ عدد سكان البلدة (6,700) نسمة، بينما يبلغ عدد سكان بلدية فيلياترا بالكامل (9,300) نسمة (تعداد السكان لعام 2001)، وبالتالي تكون ثالث أكبر بلدة في مقاطعة ميسينيا بعد كالاماتا، وَ ميسيني.

## التسمية والتاريخ
يعتقد أن اسم فيلياترا قد تم اشتقاقه من لفظة (friar) والتي تعني غرفة البئر (الجزء الأعلى من البئر)، ويعود ذلك إلى وجود العديد من الآبار ضمن السهل المحيط بالبلدة.
أما بالنسبة للتاريخ، فقد وجدت العديد من آثار الاستيطان البشري ضمن الـكهوف الواقعة شرق فيلياترا، تعود للعصر النيوليثي (الحجري الجديد).
في الفترة الكلاسيكية عرفت بلدة وميناء إيرانه (Erane) القديمة، والتي تقع على مسافة أربعة كيلومترات جنوب البلدة الحالية ضمن المنطقة المسماة حالياً أغيا كيرياكي (Aghia Kyriaki). كان يوجد فيها حرم ومعابد مكرسة لبوسايدون إله الـبحار الإغريقي، وبحسب هومير فقد شاركت إيرانه بـالحروب الطروادية تحت قيادة نيستور (Nestor) ملك بيلوس.
بنى الرومان ضمنها العديد من الحمامات والمباني العامة، ازدهرت المنطقة في الفترة الـبيزنطية وانتقل المركز من إيرانه الكلاسيكية والرومانية إلى موقع خريستياني (Christiani) الحالي والذي كان يدعى خريستيانوبوليس (Christianoupolis) في الفترة البيزنطية حيث أصبحت مركزاً أبرشياً على المنطقة حتى الـقرن الرابع عشر.
احتل الفرنجة المنطقة عام (1205) م. الذين قاموا بتحويل قرية فيرغا (Verga) الصغيرة إلى مركز لهم والتي أصبحت لاحقاً فيلياترا، تناقلت ملكية البلدة لاحقاً بين الـفينيسيين ثم الـعثمانيين.
دخلها عام (1825) م. الجيش الـمصري بقيادة إبراهيم باشا، والذي قام بإحراقها وقتل العديد من سكانها وذلك رداً على انتفاضة استقلال اليونان. ازدهرت المنطقة لاحقاً بعد انبعاث الدولة اليونانية الحديثة واعتمدت على إنتاج وتصدير الزبيب أو الكشمش وأصبحت تدعى بلدية إيرانيس (Eranis) نسبة إلى إيرانه القديمة. شهدت هذه البلدية زلزال عنيف عام (1886) م. ثم أزمة اقتصادية في أواخر الـقرن التاسع عشر، بسبب الآفات التي أصابت زراعة الكرمة.
أعيد تسمية البلدية إلى (فيلياترا) عام 1914. شهدت البلدة زلزالاً قوياً آخر عام (1986).

## المعالم الأساسية
تدمرت معظم المعالم المهمة في البلدة وما حولها بسبب زلزالي عام (1886) وَ(1986) ومن أهم ما بقي:
-بقايا الحمامات الرومانية والبازيليك لبلدة إيرانه الكلاسيكية، وتوجد ضمن منطقة أغيا كيرياكي جنوب البلدة.
-كاتدرائية خريستياني الكبيرة: تعود للـقرن الثاني عشر وتقع على مسافة 10 كيلومتر إلى الجنوب الشرقي من البلدة، ويوجد في نفس القرية (خريستياني) العديد من المعالم البيزنطية الأخرى.
-كنائس فيلياترا: وأهمها كنيسة أغيا مارينا (القديسة مارينا) وتعود للفترة الإفرنجية، كنيسة باناغيا أغريليوتيسا (Panaghia Agriliotissa) وتعود للـقرن الثالث عشر، ويقال أن من بناها هو الإمبراطور البيزنطي يانيس باليولوغوس، كنيسة باناغيا غوفيوتيسا (Panaghia Gouviotissa) وهي أقدم كنائس البلدة.
تشتهر فيلياترا أيضاً بنافورتيها المبنيتان على الطراز الفينيسي.

## متفرقات
- أهم نادي رياضي في المدينة هو إيراني فيلياترون.
- ولد في البلدة عام (1975) لاعب كرة القدم اليوناني نيكولاوس ليبيروبولوس أحد لاعبي منتخب اليونان الوطني الحائز على كأس الأمم الأوروبية لكرة القدم 2004.
- تعتمد البلدة بشكل كبيرعلى الزراعة ومن أهم منتجاتها الزراعية الكرمة الخضار.

## وصلات خارجية
- موقع المدينة الرسمي